# Чудовището от Дептфорд
„Чудовището от Дептфорд“ (на английски: The Adventure of the Deptford Horror) е разказ на писателя Адриан Конан Дойл за известния детектив Шерлок Холмс. Включен е в сборника с разкази „Подвизите на Шерлок Холмс“ (The Exploits of Sherlock Holmes) публикуван през 1954 г.

## Сюжет
Внимание:  Текстът по-долу разкрива сюжета на произведението (или части от него)!
По време на вечеря в италиански ресторант, с Холмс и Уотсън се среща инспектор Лестрейд и моли за помощ в разследването на сложен случай.
В един от най-мрачните райони на Лондон, Ийст Енд, в разкошно имение живее семейство Уилсън. Но от известно време семейството е преследвано от нещастия. Членовете му са починали един след друг, и във всички случаи, смъртта е настъпила от инфаркт, свързан с някаква силна уплаха. От семейство Уилсън са останали живи само двама души: младата девойка Джанет и нейният роден чичо Тибалт. В ужасна паника от смъртните случаи, които са застигнали семейството, Джанет Уилсън е решила да продаде всички имоти и да замине, но чичо ѝ Тибалт се е обърнал към полицията, за да проведе разследване и да успокои племенницата си. Лестрейд предлага на Холмс да извърши разследване на случая.
Холмс се среща с Джанет и Тибалт, и оглежда дома им. Особен интерес Холмс проявява към стаята, където братът на Джанет е починал. В помещението Холмс обръща внимание на странните линии на тавана, наподобяващи следи оставени от пръсти. След това Тибалт Уилсън показва на Холмс голямата си колекция от канарчета. Той отглежда птиците за разплод, а също така ги дресира да пеят.
Холмс и Уотсън напускат дома на Уилсън, но по някаква причина Холмс е мрачен и замислен. Изведнъж той решава да се върне като предварително купува два стика за голф. Срещайки се тайно с Джанет Уилсън, Холмс я кани да пренощува в стаята на починалия ѝ брат, а той и Уотсън устройват засада в спалнята на Джанет. Холмс обръща внимание на Уотсън, че по инициатива на Тибалт Уилсън в стаята виси клетка с канарче.
Изведнъж в полунощ канарчето започва да пее, и след известно време от комина излиза огромен отвратителен паяк. Холмс го убива с няколко удара със стика, но след това от комина излиза и друг паяк, който Уотсън убива с револвера си. Чувайки шум от отдалечаващи се стъпки, Холмс и Уотсън се втурват да преследват Тибалт Уилсън, но той успява да избяга.
По-късно Холмс обяснява логиката на своето разследване. Виждайки ивиците по тавана, Холмс предполага, че това са следи от лапи, изцапани със сажди, на някакво животно. Специално обучените канарчета са привличали със своето пеене паяците тарантули-птицеяди, които със своя вид са плашели до смърт нещастните Уилсън. И ако Тибалт Уилсън бе успял да убие по такъв сложен начин племенницата си, то той би станал безспорен господар на цялото имущество.
... Няколко дни по-късно след произшествието в Темза е намерен обезобразен труп на мъж, който е бил ударен от витлото на кораб. В джоба му е намерен бележник със записки за канарчетата, и е станало ясно, че трупът е на Тибалт Уилсън.

## Интересни факти
Основа за написването на разказа е споменаването на случая в разказа на Артър Конан Дойл „Черния Питър“. 
| „ | ...В паметната 1895 година вниманието му бе заето от любопитна и противоречива поредица случаи — от знаменитото му разследване на смъртта на кардинал Тоска, ..., до ареста на Уилсън — спечелилия си лоша слава дресьор на канарчета, с което броят на злодеите в Ийст Енд бе намалял с един. ... | “ |